# La Cheppe

La Cheppe este o comună în departamentul Marne, Franța. În 2009 avea o populație de 336 de locuitori.